# Малаков, Дмитрий Васильевич
Дмитрий Васильевич Малаков (13 октября 1937, Киев — 9 января 2019, там же) — советский и украинский историк, киевовед, бывший заместитель директора Музея истории Киева (1997—2007), старший научный сотрудник музея.
Умер 9 января 2019 года.

## Публикации
- «По Брацлавщине: (От Винницы до Тульчина)» (1982) — серия «Дороги к прекрасному»
- «Георгій Малаков» (1984)
- «По Восточному Подолью: (От Жмеринки до Могилева-Подольского)» (1988) — серия «Дороги к прекрасному»
- «По історичних містах Київської Руси» (1990)
- «Киев Михаила Булгакова» (1990, 1993 — в соавторстве с А. Кончаковским)
- «Печерськ» (1996)
- «Книжкові знаки Георгія Малакова» (1998)
- «Минуле Немирова» (1998)
- «Архітектор Городецький» (1999)
- «Київ. 1941—1943» (2000)
- «Нариси з історії Києва» (2002 — в соавторстве с М. Кальницким и О. Юрковою)
- «Оті два роки… У Києві при німцях» (2002)
- «Тут був Євбаз, а потім — площа Перемоги» (2004)
- «Особняки Києва» (2004 — в соавторстве с О. Друг)
- «Київ. 1939—1945» (2005)
- «Два береги Збруча» (в соавторстве с О. Крушинской и Ю. Козоризом, 2008)
- «Кияни. Війна. Німці» (2008, 2010)
- «Немирів у малюнках Георгія Малакова» (2008)
- «Минувшина Немирова» (2008)
- «Городецький. Виклик будівничого» (текст, 2008)
- «Київ. 1939—1945. Роst scriptum» (2009)
- «29 зупинок від Хмільника до Хмельницького» (2009)
- «Ніби й не було війни…» (2009)
- «Прибуткові будинки Києва» (2009)
- «Прорізна. Ярославів Вал» (авторы В. Галайба, В. Грузин, М. Кадомская, Д. Малаков, 2010)
- «Архітектор Григор’єв. Київський спадок» (2010)
- «Київ столітньої давнини» (2017)